# Sofia Helin
Sofia Helin (Hovsta, Örebro län, 25 april 1972) is een Zweedse actrice. Ze is gehuwd met voormalig acteur en dominee in de Zweedse Kerk Daniel Götschenhjelm.

## Carrière
Helin startte haar carrière in 1997 met een rolletje in de soapserie Rederiet. Ze speelde in diverse films, waaronder Rånarna uit 2003 van Peter Lindmark, waarin ze de rol van hoofdinspecteur "Klara" speelde. Voor haar rol in de film Masjävlar uit 2004 kreeg ze een nominatie voor een Guldbagge Award, de filmprijs van Svenska Filminstitutet. In 2007 en 2008 speelde ze "Cecilia Algotsdotter" in de films Arn: The Knight Templar en Arn: The Kingdom at Road's End. In 2011, 2013, 2015 en 2018 was ze te zien in de televisieserie Bron/Broen (The Bridge), in de rol van politie-inspecteur "Saga Norén".

## Filmografie
- Rederiet (1997)
- Tusenbröder (2002)
- Beck – Sista vittnet (2002)
- Rånarna (2003)
- Four Shades of Brown (2004)
- Masjävlar (2004)
- Blodsbröder (2005)
- Nina Frisk (2007)
- Arn: The Knight Templar (2007)
- Arn: The Kingdom at Road's End (2008)
- Metropia - animatiefilm (2009)
- Åsa-Nisse – wälkom to Knohult (2011)
- Svaleskär (2011)
- Bron (2011, 2013, 2015, 2018)
- Ragnarok (2013)
- The Same Sky (2017)
- The Snowman (2017)
- Exit (2021)
- Lust (2022)
- Alex Rider (2024)

- Bibsys: 5040948
- Biblioteca Nacional de España: XX4847520
- Bibliothèque nationale de France: cb16934593b (data)
- Catàleg d'autoritats de noms i títols de Catalunya: 981058525000606706
- Gemeinsame Normdatei: 130577200
- International Standard Name Identifier: 0000 0001 2136 9833
- Library of Congress Control Number: no2010171678
- Nederlandse Thesaurus van Auteursnamen: 338934545
- Système universitaire de documentation: 183212622
- Virtual International Authority File: 65118079
- WorldCat: E39PBJtcBRppj99hxqMqgjkhpP